# Бегальская, Виктория
Вика Бегальская (род. 14 декабря 1975, Днепропетровск, Украина) — российская художница.

## Биография
Родилась в Днепропетровске, Украинская ССР. Окончила Харьковскою государственную академию дизайна и искусств. с 2001 года живёт в Москве. Ранние художественные практики Бегальской связаны с видео.  С 2005 года художница активно занимается живописью. С 2008 года сотрудничает с галереей pop/off/art, в которой прошло несколько её персональных выставок. Знаковые выставки Бегальской проходили на важных международных площадках. Участвовала в основном проекте 5й Московской биеннале. С 2014 года занимается живописью совместно с Александром Вилкиным. В 2013 году совместно с Оксаной Саркисян и Владом Чиженковым основала художественную платформу Феминистская кухня. В 2014 году с Александром Вилкиным и Дианой Портленд основала творческий союз секс-работниц/ков и художников Тереза. Задачи, которые ставил перед собой союз на момент создания: предоставление занятым в секс-индустрии общественного пространства, включение секс-работниц/ков в социо-культурные процессы, просветительская и коммуникативная деятельность. С 2014 года творческим союзом было осуществлено несколько партисипаторных художественных проектов, в том числе два кукольных спектакля: «Пояс Афродиты» и «Военные ботинки просят нежности». «Пояс Афродиты» в 2015 году был выдвинут на соискание премии «Инновация» в номинации «Главный визуальный проект года». C 2016 года «Пояс Афродиты» находится  в коллекции музея M HKA.

## Персональные выставки
- 2019 — «Saw u». Фонд Владимира Смирнова и Константина Сорокина. Москва
- 2019 — Cosmoscow 2019. Персональный стенд. Галерея pop/off/art. Гостиный двор. Москва
- 2019 — «Слепой мешок» (совместно с Александром Вилкиным). Галерея «Pop/off/art», Москва.
- 2018-2019 — «SPLENDOR AND SENSIBILITY». Nathalia Tsala gallery. Брюссель.Бельгия
- 2018-2019 — «Перо». Музей ART4. Москва
- 2018-2019 — «Поле, дверь, свинья, болото». Галерея 9Б». Нижний Новгород
- 2017 — «Molensteenkraag». Light Cube Art Gallery, Ронсе, Бельгия.
- 2016 — «Раффлезианство». Галерея Марины Гисич, Санкт-Петербург.
- 2016 — «Те, кто обладает желудком» (совместно с Александром Вилкиным). Галерея «Pop/off/art», Москва.
- 2015 — «Гертруда». Галерея «Pop/off/art», Москва[8].
- 2012 — «Зиги». Галерея «Pop/off/art», Винзавод, Москва[9].
- 2011 — «Стыд». Гридчинхолл, Подмосковье[2][10].
- 2010 — «Дрим-цу-цу». Галерея «Pop/off/art», Москва.
- 2010 — «Импрессионизм с фигой в кармане». Галерея «Pop/off/art», Москва.
- 2009 — «Жидкое небо». Параллельный проект в рамках 3 Московской биеннале современного искусства, ПROEKT FAБRИKA, Москва.
- 2009 — «Разве мне скучно?». Галерея «Pop/off/art», Москва.
- 2009 — «У каждой девушки — своя паранойя». Галерея «Мыстецкого арсенала», Киев[11][12].
- 2008 — «Единственные». Фонд Поддержки Визуальных Искусств Елены Березкиной «Эра», Москва.
- 2007 — «К экспрессии». Галерея «АРТСтрелка-projects», Москва.
- 2007 — «Любовь и прочие чувства». Творческие мастерские, ГЦСИ, Москва.
- 2005 — «2 or not 2b». Галерея «АРТСтрелка-projects», Москва.
- 2005 — «Про лошадей». Зверевский центр современного искусства, Москва.
- 2004 — «Хочу тебя закопать». Галерея Гельмана, Киев.

## Групповые выставки
- 2021 — «Явные движения». ДК Громов. Санкт-Петербург
- 2020-2021 — «Вещи». Anna Nova gallery. Санкт-Петербург
- 2020 — «Reversibility». Loup gallery. Нью-Йорк. США
- 2020 — «HUB. Выставка к двадцатилетию Marina Gisich Gallery». Marina Gisich Gallery. Санкт-Петербург
- 2020 — «Quarter Part Ten». Issmag gallery. Москва
- 2020 — «Поколение XXI. Дар Владимира Смирнова и Константина Сорокина». Государственная Третьяковская галерея на Крымском Валу. Москва
- 2019 — «Фрагменты модернизма». Бергольц центр. Санкт-Петербург
- 2018-2019 — «Радикальная текучесть. Гротеск в искусстве». Музей искусства Санкт-Петербурга XX-XXI вв. Санкт-Петербург
- 2017 — «Мне время тлеть, тебе цвести». Marina Gisich gallery. Санкт-Петербург
- 2017 — «Русский пазл». Новый музей. Санкт-Петербург
- 2017 — Art Vienna. Галерея pop/off/art. Вена. Австрия
- 2016 — «Мои университеты». Музей современного искусства PERMM. Пермь
- 2016 — «Транс-люди. Состояние не-безопасности». Ермилов Центр. Харьков
- 2016 — «Мир, Труд, Май». Остенд, Бельгия.
- 2015 — «Выставка номинантов конкурса ИННОВАЦИЯ  2014». ГЦСИ, Москва.
- 2014 — «Живопись расширения». Музей Москвы, Москва.
- 2013 — «Кинопрограмма 5-й Московской биеннале современного искусства». ЦВЗ «Манеж», Москва.
- 2012 — «В ПОЛНОМ БЕСПОРЯДКЕ. Русское современное искусство. Премия Кандинского 2007-2012». Центр Искусств Arts Santa Monica, Барселона, Испания.
- 2010 — «История Российского видеоарта. Том 3». ММСИ, Москва.
- 2009 — «История Российского видеоарта. Том 2». ММСИ, Москва.
- 2008 — «A(rt) R(ussia) T(oday) – Index». Латвийский Национальный художественный музей, Рига.
- 2007 — «ArtDigital: Пограничное состояние». Специальный проект в рамках 2-й Московской Биеннале Современного Искусства, Галерея Марс, Москва
- 2006 — «Да будет видео!» Арт-Москва, Центральный Дом художника, Москва

## Общественная позиция
В 2010 году подписала открытое письмо президенту России в защиту Андрея Ерофеева и Юрия Самодурова.

## Цитаты
- «Парадоксально, но впадая в полу-наивное, полу-экспрессионистское живописание, якобы утрированно анти-женское, Вика получает возможность наиболее непосредственного выражения своей женской сущности. А заодно добивается того необходимого угла деформации, выворачивания всех суставов реальности, которого невозможно добиться, работая с натуралистичным видео-материалом. Мир живописных образов Бегальской жесткий и угловатый, состоит из диссонансных цветов, острых углов, расчлененных форм, которые она дробит и ломает без малейшего сожаления, точно с таким же пылом, с каким закидывала экран грязью… Окончательно избавиться от чисто женской сентиментальности, прячущейся за эпатажной феминистской позой, Вика все же не собирается. Эта сентиментальность — и есть её секретное оружие, заставляющее воспринимать женщину, как существо хрупкое и уязвимое в своей паранойе…»[12] — Виктория Бурлака, 2009.